# More studёnoe
More studёnoe (Море студёное) è un film del 1954 diretto da Jurij Pavlovič Egorov.